# Dalkey
Dalkey (gaèlic irlandès Deilginis que vol dir "illa agulló") és un barri de Dublín, República d'Irlanda. Va ser fundada com un assentament viking i durant l'Edat Mitjana esdevingué un port important. Segons John Clyn fou un dels ports d'entrada de la plaga bubònica va entrar a Irlanda a mitjans del segle xiv. En l'actualitat Dalkey ha convertit en un pròsper suburbi costaner i una atracció turística de menor importància. Ha estat la llar de molts escriptors i celebritats com Maeve Binchy, Hugh Leonard, Bono i Van Morrison.

## Etimologia
La ciutat porta el nom de l'illa de Dalkey, prop de la costa. El nom és una barreja de l'irlandès deilg ("agulló") i el nòrdic antic ey (que significa "illa").

## Personatges
Dalkey és la llar original de dos escriptors irlandesos força coneguts: la novel·lista Maeve Binchy i l'autor de teatre Hugh Leonard. També és l'escenari de la novel·la de Flann O'Brien The Dalkey Archive. En els darrers anys moltes figures musicals internacionals s'han establit a la zona, com els membres d'U2 Bono i The Edge, Enya, Chris de Burgh i Van Morrison. El director de cinema Neil Jordan també hi viu.
També és resident Pat Kenny (ex presentador de l'emblemàtic programa d'entrevistes de RTE The Late Late Show). L'actual presentador de The Late Late Show Ryan Tubridy també viu a la zona.
Els pilots de fórmula u Damon Hill i Eddie Irvine hi han viscut, igual que els cantants Lisa Stansfield i Jim Kerr.
James Joyce i George Bernard Shaw també han estat vinculats a la zona. Shaw va viure a Torca Cottage de Dalkey Hill de 1866 a 1874 i Joyce va viure a The Joyce Tower a Sandycove un temps i hi va escriure allí el primer capítol del seu Ulysses.

## Galeria d'imatges

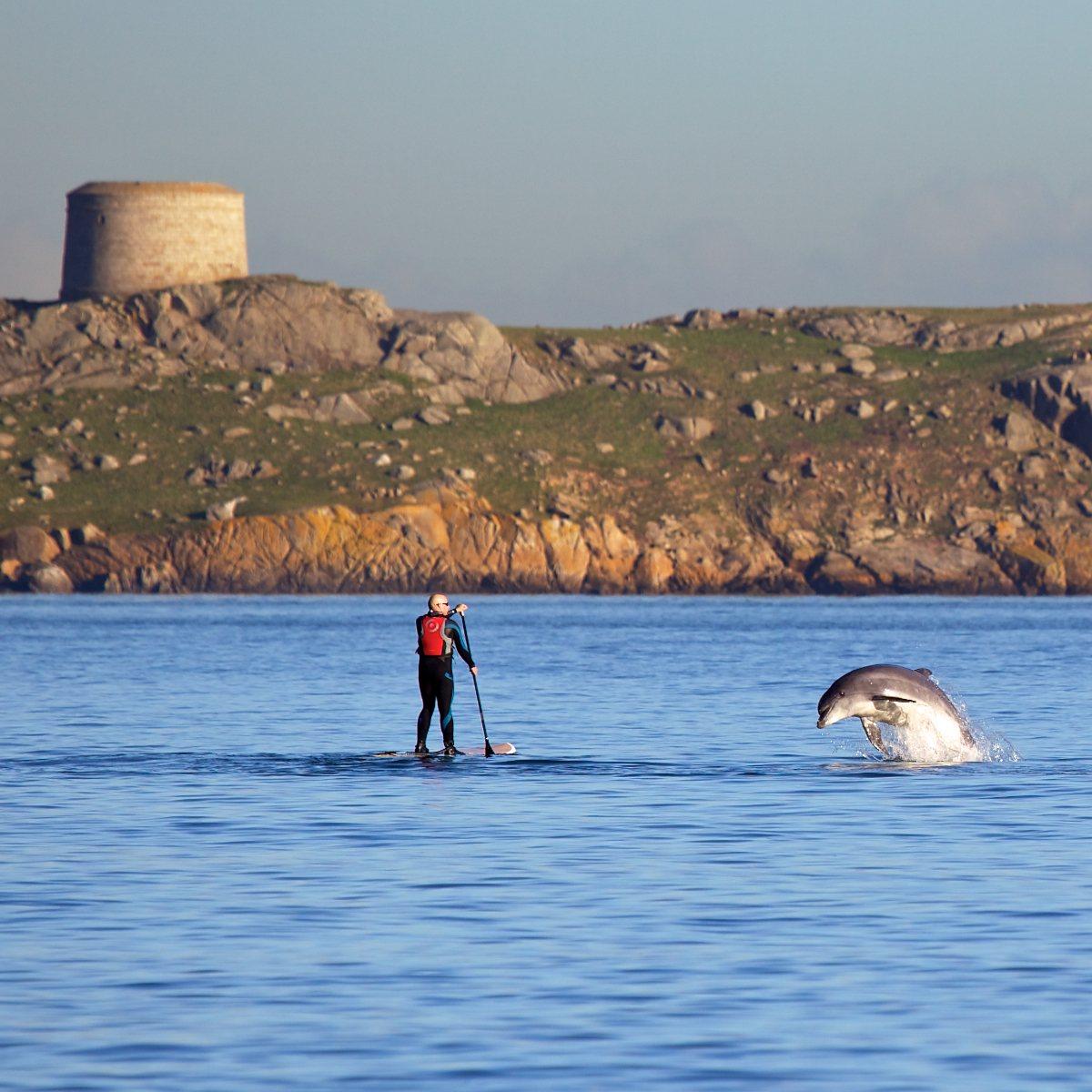
Dofins a l'illa Dalkey
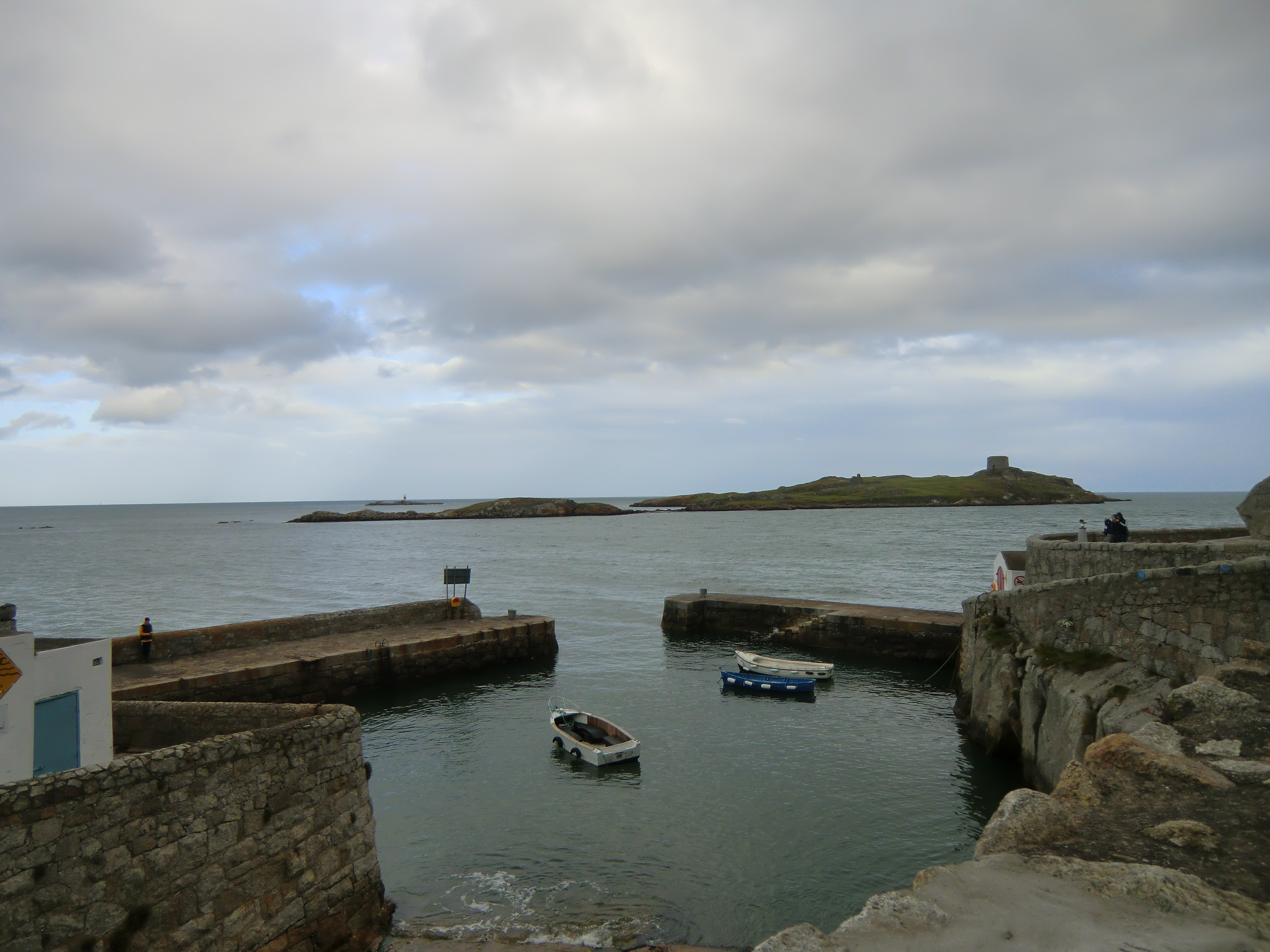
Port de Coliemore
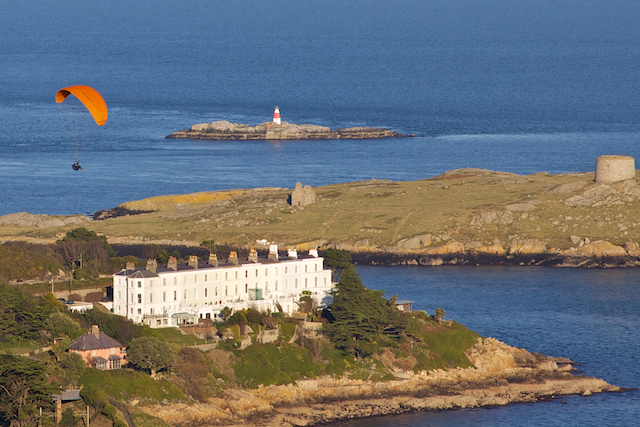
Para Glider al turó Killiney